# Коринфский шлем

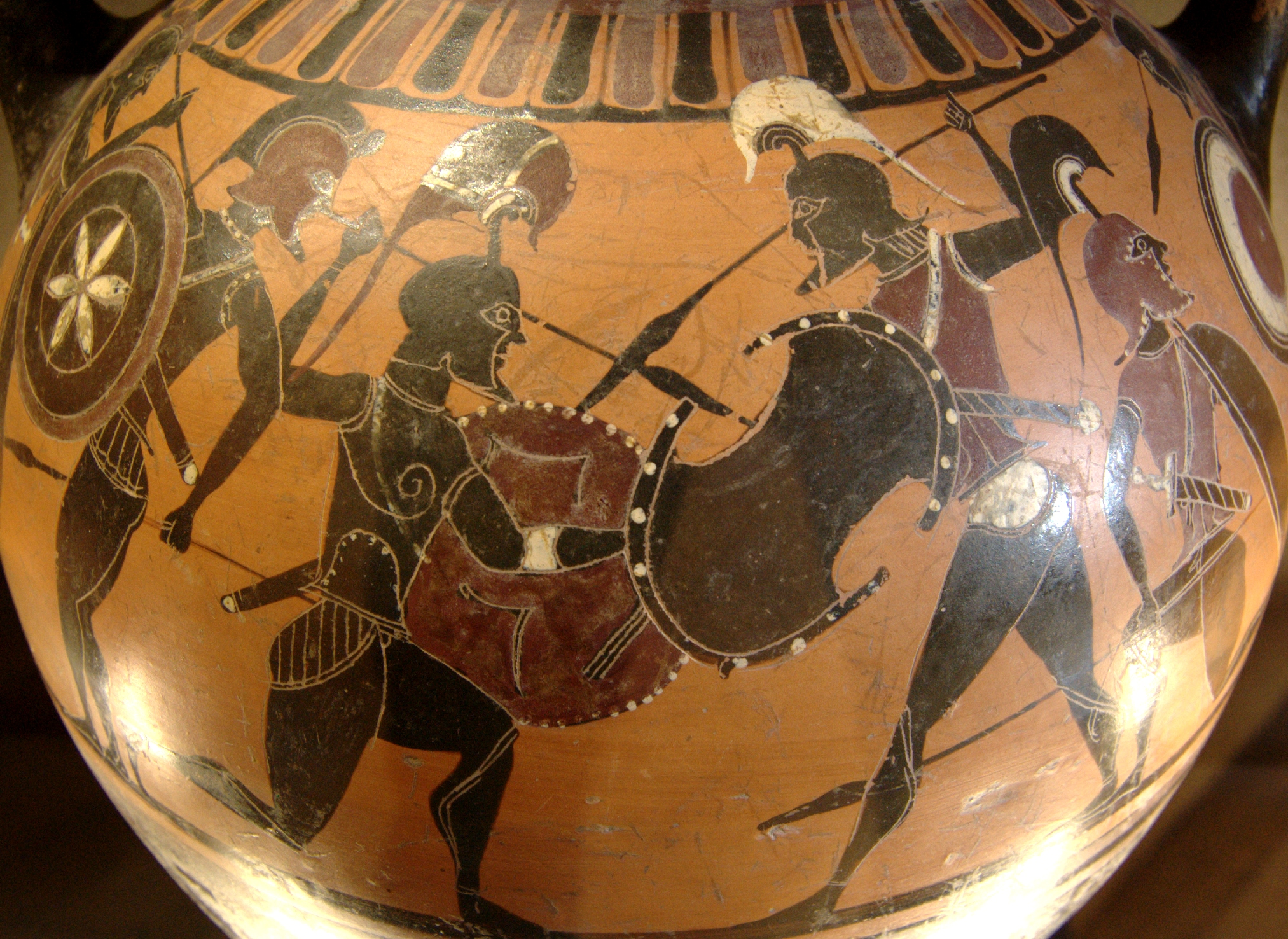
Изображение воинов в ранних коринфских шлемах с вазы 570—565 гг. до н. э.

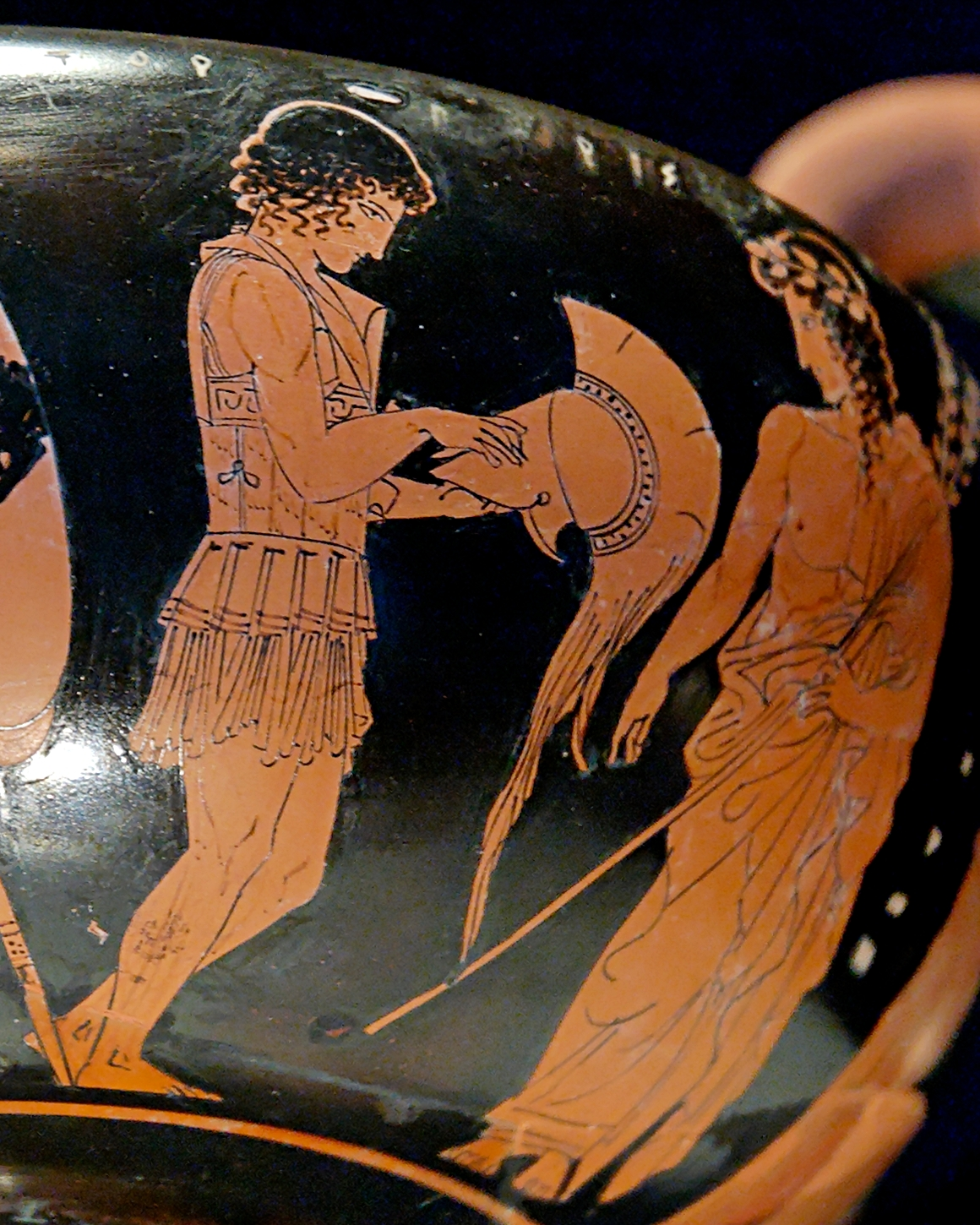
Парис держит коринфский шлем. Ваза конца V в. до н. э.

Кори́нфский шлем — тип древнегреческого шлема, был распространён в VI—V вв. до н. э. Получил название по г. Коринфу на Пелопоннесе, где было развито производство таких шлемов. Воины Спарты, соседи Коринфа, также предпочитали этот полностью закрытый шлем, отчего существует и второе название: дорийский (спартанцы относились к дорийскому племени).

## История
Хорошо узнаваемый коринфский шлем с конским гребнем стал одним из символов Древней Греции начала классического периода. Эти шлемы появились в архаичную эпоху с VII века до н. э., отражая подъём ремесленного производства после окончания «тёмных веков». Представляли собой сначала глухую защиту головы, но с открытым лицом. От иллирийского типа отличались более сложными обводами, вырез для лица стал фигурным с намечаемым наносником. Два высокохудожественных шлема переходного типа с Крита, датируемых 2-й половиной VII века до н. э., хранятся в Метрополитен-музее. Шлемы выкованы из цельной заготовки и украшены детальной гравировкой по всей поверхности со сценами охоты.
В более поздних образцах лицо прикрывается сплошными загнутыми нащёчниками и массивным наносником. Такие шлёмы, украшенные гребнем из конских волос, часто изображаются на древнегреческих вазах VI века до н. э.. В боевом применении прославились в V веке до н. э. в греко-персидских войнах.
Полагают, что спартанские мужчины отращивали характерные длинные волосы для того, чтобы они служили им амортизирующей подушкой между головой и металлом шлема, как дополнение к войлочной шапочке-подшлемнику. Вне боя шлем сдвигался на затылок, открывая лицо. У спартанцев встречаются шлемы с поперечным расположением конского гребня, предположительно для обозначения ранга начальника. Глухой коринфский шлем давал полную защиту, однако наносник и закрытое лицо ограничивали обзор. Не случайно спартанцы сражались в плотной фаланге, где не было нужды следить за действиями врагов сбоку.
Обычно шлем разделен в области рта, но в греческих полисах южной Италии, находят сплошные шлемы VI—V вв. до н. э. Они напоминают котелок с отверстиями для глаз и дыхания характерной Т-образной формы, наносник разделяет «T» надвое. Этот тип шлема называется апуло-коринфский. В Италии коринфские и аттические шлемы даже украшали рогами вместо гребней.
К концу V века до н. э. коринфский тип вытесняется более удобными халкидскими шлемами. Хорошо сохранившийся коринфский шлем V века до н. э. продан на аукционе Сотби в 2002 году за 174.000 $.
В 2018 году в юго-западной части Таманского полуострова в результате археологических раскопок был обнаружен греческий бронзовый шлем коринфского типа, который датируется началом V века до н.э. Единственный подобный шлем на территории бывшей Российской империи был найден в 1845 году в кургане у села Ромейковка Киевской губернии и был описан Иваном Фундуклеем в 1848 году.

## Технология производства
Встречается мнение, что шлем ковали под размер индивидуального заказчика. Часто клепали несколько штифтов для установки гребня из конского волоса. Ученые провели структурный анализ одного такого шлема методом нейтронной и рентгеновской дифракции. На основании исследования можно сделать выводы: бронзовый шлем отливался в заготовку по форме головы, затем ковался под размер в несколько этапов, причем конечная ковка приводила к повышению твердости бронзы. Бронза содержит 11—12 % олова, то есть максимально возможную фракцию, выше которой бронза переходит из твердой в хрупкую.
На детальном виде музейного шлема из Лувра видна немалая толщина металла в районе наносника. Бронзовые доспехи в то время делали толщиной около 1 мм, толщина шлема видимо колеблется около этой величины: толще в районе лба, тоньше по нижнему краю. Вес коринфского шлема колеблется в пределах от 1 до 2 кг, в то время как другие типы весят в среднем до 1 кг. Избыточная крепость шлема являлась следствием заботы о безопасности. Воин не желал, чтобы с ним случилось то же самое, что и с воином Дамасом:
Пламенный сын Пирифоев, герой Полипет копьеносный,
Дамаса острым копьем поразил сквозь шелом меднощечный:
Шлемная медь не сдержала удара; насквозь пролетела
Медь узощренная, кость проломила и, в череп ворвавшись,
С кровью смесила весь мозг и смирила его в нападенье…
В описаниях сражений античности полководцы гибнут, как правило, от удара в грудь, никого не уносили с разбитой головой.

## Галерея

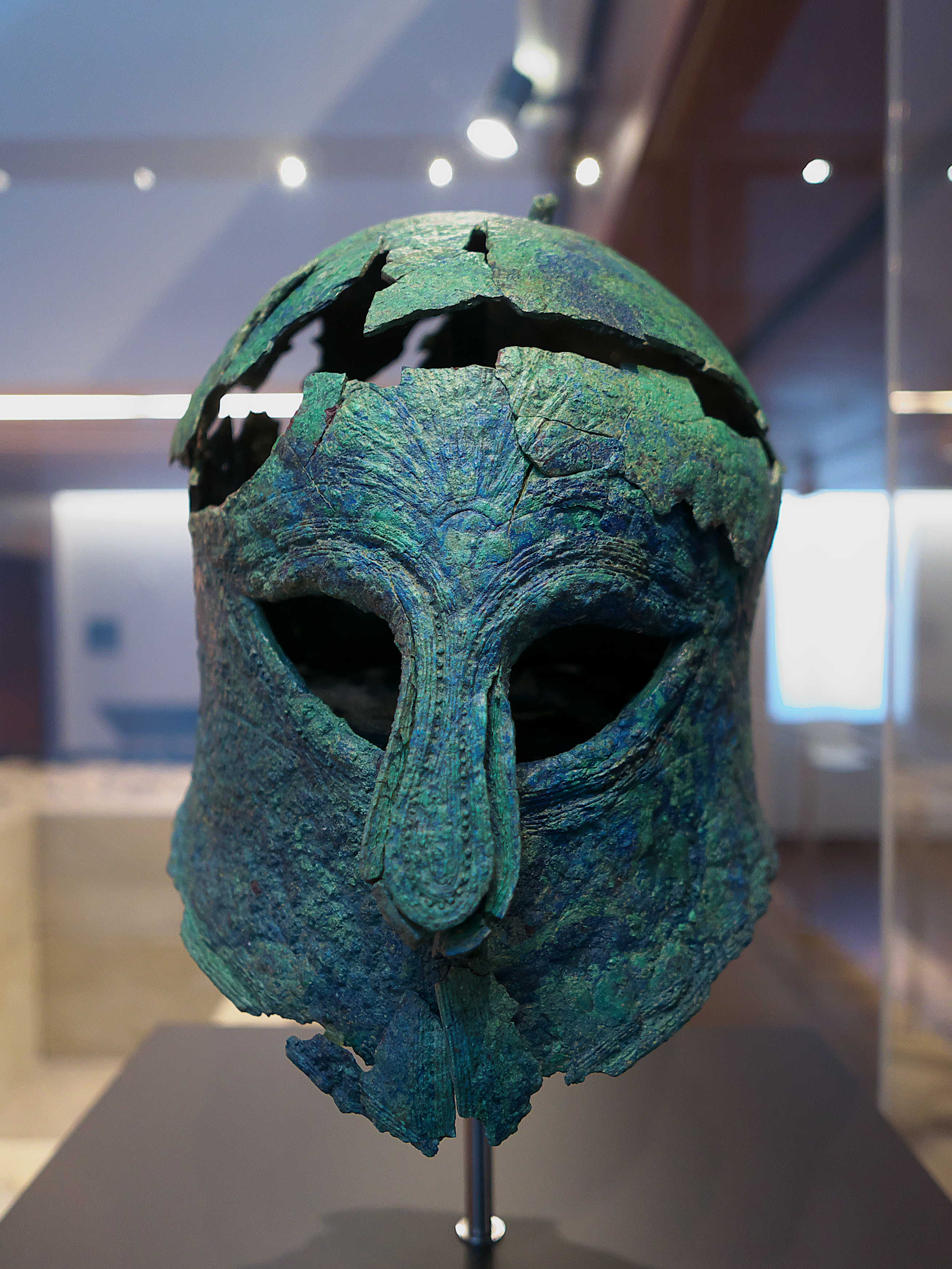
Археологический музей в Херес де ла Фронтера (Испания)
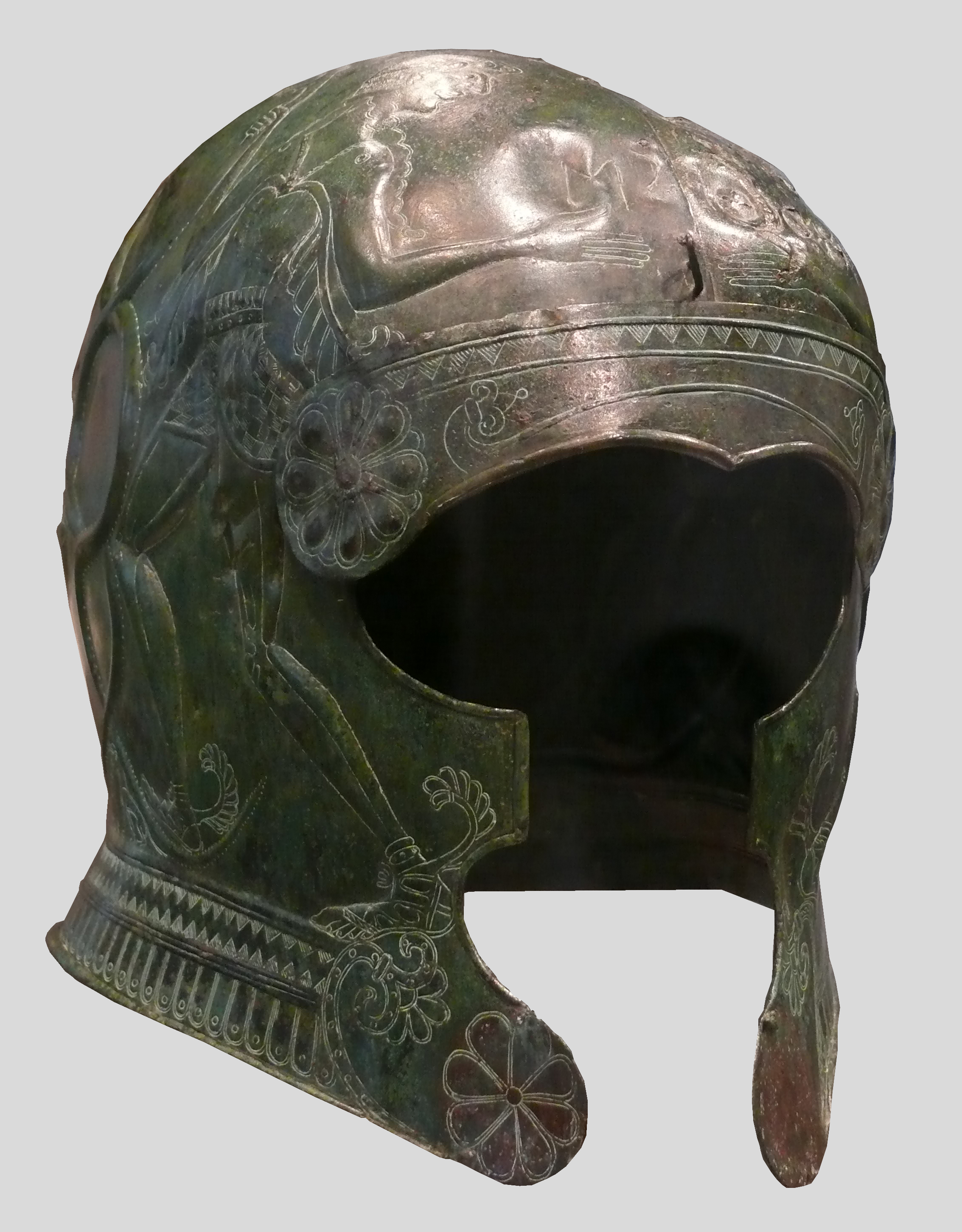
Шлем VII в. до н. э. с Крита из Метрополитен-музея.
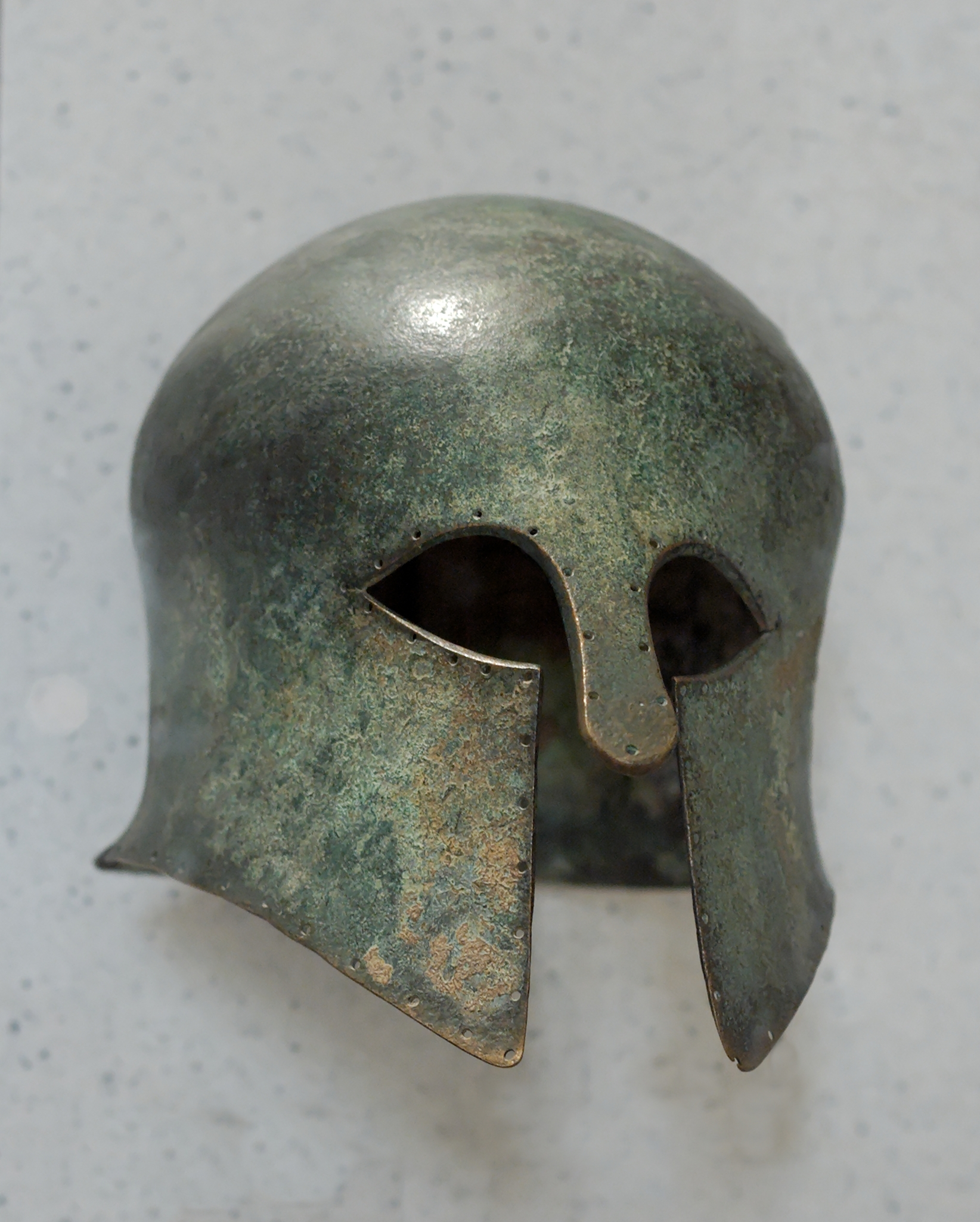
Шлем коринфского типа VI в. до н. э. из Лувра
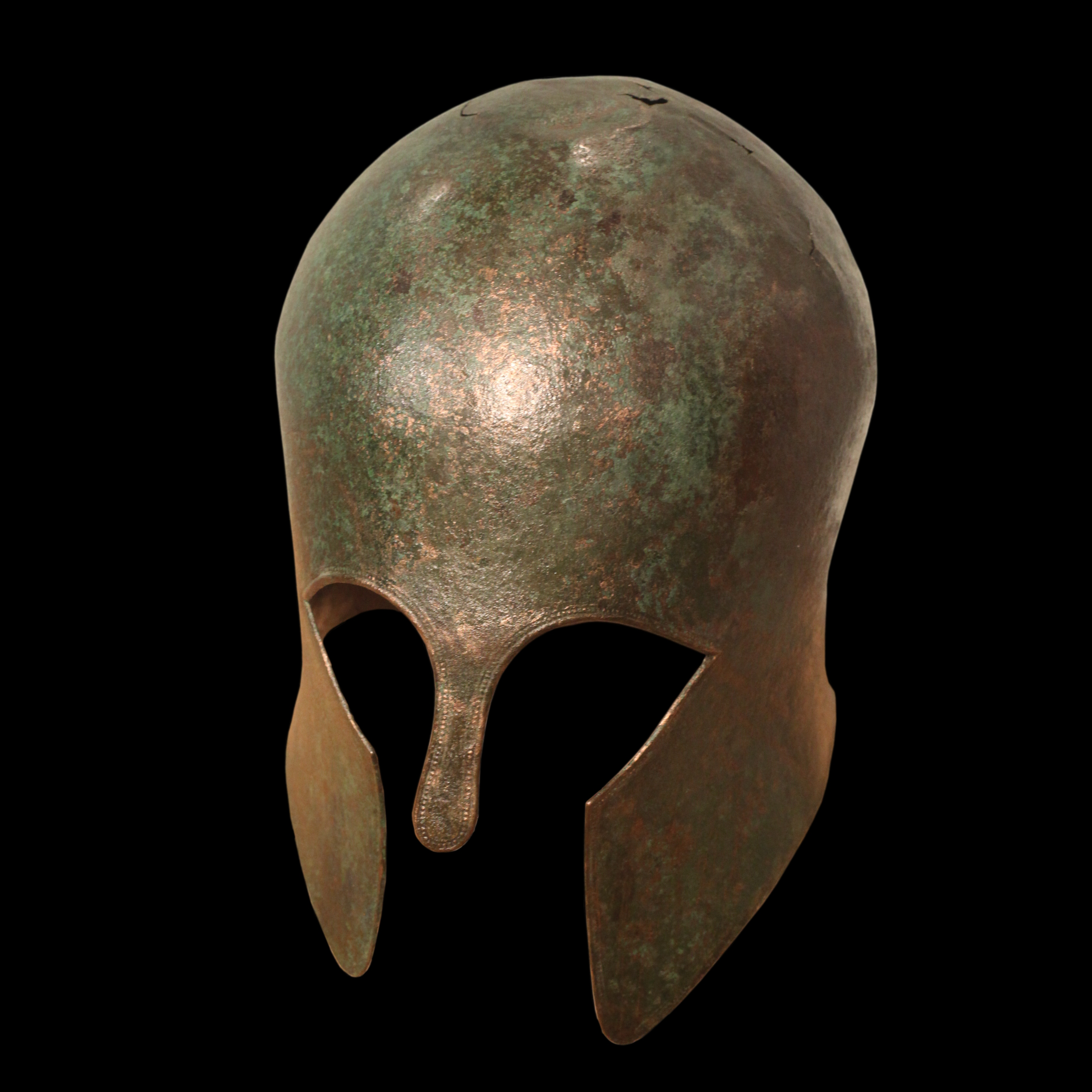
Шлем коринфского типа VI в. до н. э., найденный в 1863 году в Монпелье. Музей галло-римской цивилизации в Лионе
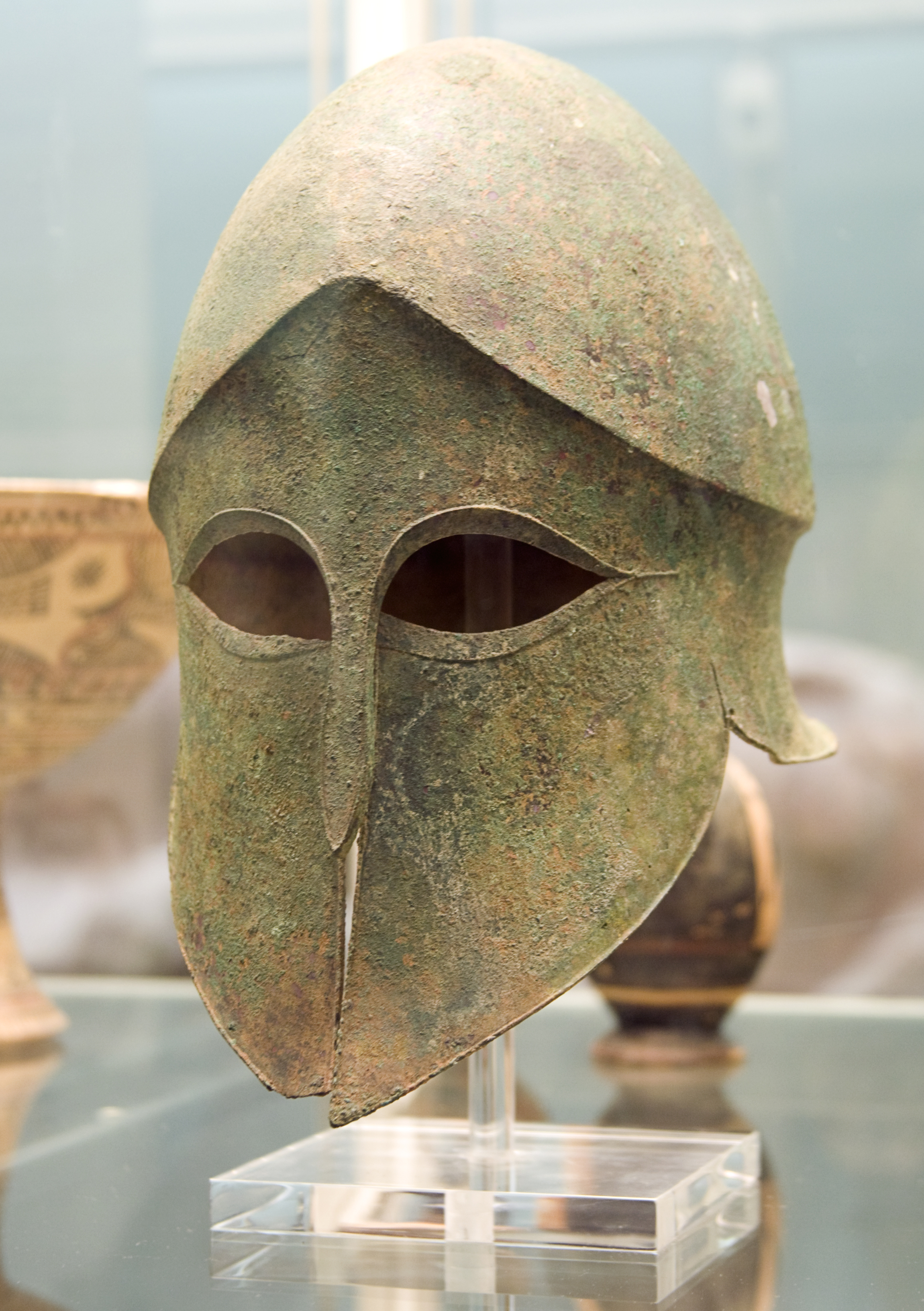
Коринфский шлем из Британского музея (ок. 500 г. до н. э.).
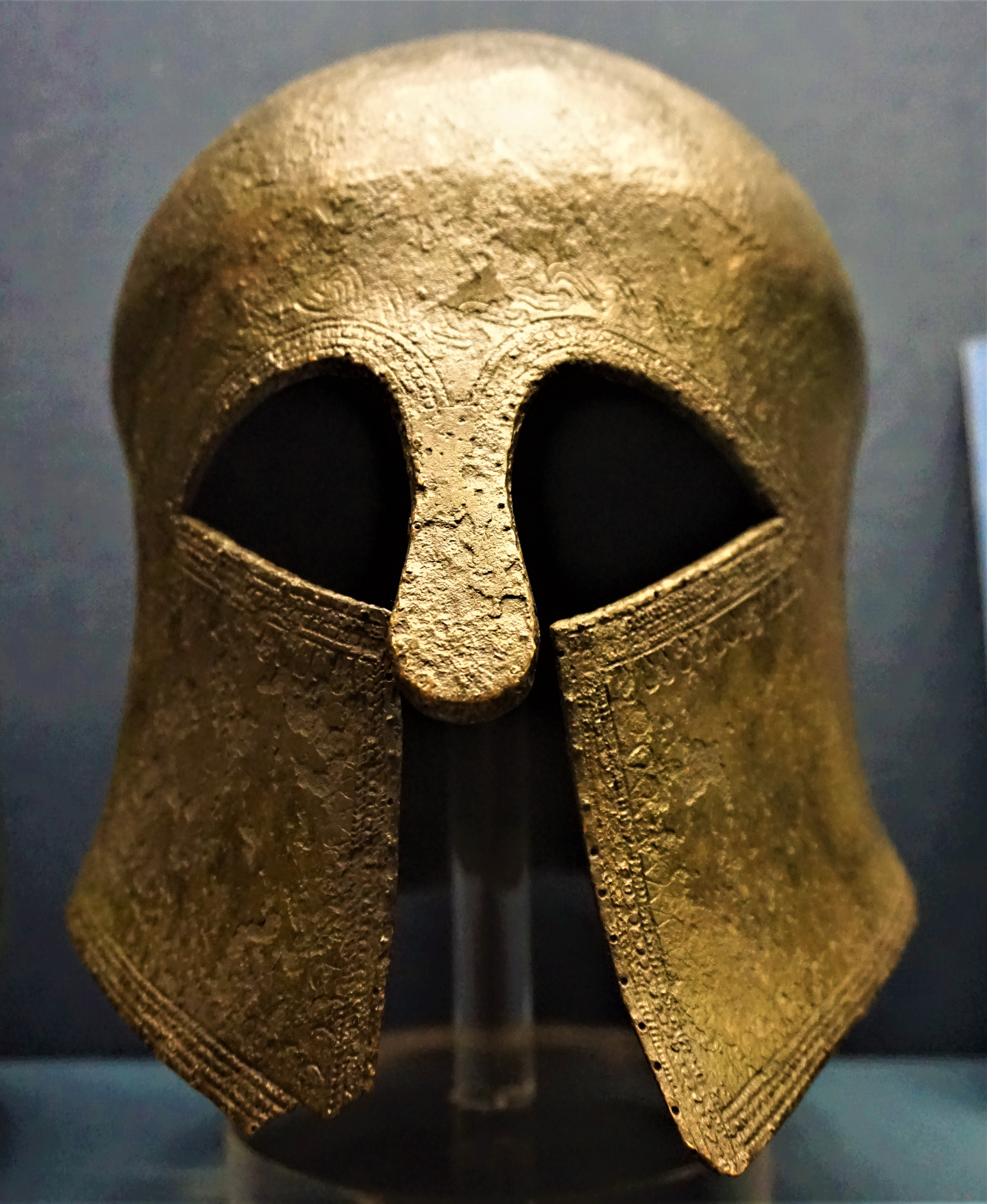
Шлем коринфского типа (Регион Олимпия, после VI в.  до н. э., Музей Бенаки, Афины)